# 桜木章人
桜木 章人（さくらぎ あきと、1980年2月20日 - ）は、日本の男性声優。イエローテイル所属。埼玉県出身。血液型はO型

## 出演

### テレビアニメ
- ニル・アドミラリの天秤（2018年、尾鷲英樹[2]）

### OVA
- 華ヤカ哉、我ガ一族 キネトグラフ（2013年、川村議員）

### ゲーム
2006年
- ぷりサガ!（ロイ）
- ヘブンズウィル

2007年
- 悪代官3
- アポカリプス〜ディザイア ネクスト〜

2008年
- パンドラサーガ
- 萌え萌え2次大戦（略）☆デラックス

2009年
- L2 Love×Loop（ARG男他）
- 俺がオマエを守る（ラグナス）
- カヌチ 黒き翼の章（ウツミ・ヤスナ）
- 新大戦略バトルオブソルジャー（アデル、エドワード）
- 世界はあたしでまわってる〜光と闇のプリンセス〜
- 戦極姫〜戦乱に舞う乙女達〜（馬場信春、真壁氏幹、宇喜田直家、里見義堯、佐竹義重、南部信直、九鬼嘉隆、風魔、内藤昌秀、浅井長政）
- トリニティ・ユニバース

2010年
- KiraKira:re for "i"（小鳥遊小鳥）

2011年
- アンジェリーク 魔恋の六騎士（ラウル）
- 三極姫〜三国乱世・覇天の采配〜（于禁文則、程昱仲徳、徐庶元直）
- 出撃!! 乙女たちの戦場2〜天翔ける衝撃の絆〜（ヘルモード）
- 戦極姫3〜天下を切り裂く光と影〜（上杉景勝、北条綱成）※PSP版
- 萌え萌え大戦争☆げんだいばーん+（パパ、タロー、ウラジミール、サーセン）

2012年
- アガレスト戦記 Mariage（パストラム）
- バクダン★ハンダン

2015年
- BAD APPLE WARS

2016年
- ニル・アドミラリの天秤 帝都幻惑綺譚（尾鷲英樹）

2017年
- 真・女神転生 DEEP STRANGE JOURNEY
- ニル・アドミラリの天秤 クロユリ炎陽譚（尾鷲英樹）

2018年
- 神凪ノ杜 妖狐奇譚（仁科浩介）

2019年
- 剣が刻（天海、酒井忠勝）

2021年
- 幽≠現モノクローム（主様）

### ドラマCD
- 俺がオマエを守る（2009年、騎士 / チンピラ）※同名ゲームの予約特典ドラマCD
- シチュエーションボイスCD 生徒会長は妹が好き‐雪白学園のゆかいな人々‐（2010年、東海アヅミ）

### 吹き替え
- ザ・シンプソンズ MOVIE（ハチ男、ニック・リビエラ医師、クレタス・スペクラ―）※劇場公開版
- ファンタスティック・フォー:銀河の危機